# Breiter als 2 Türsteher
Breiter als 2 Türsteher ist das zweite Soloalbum des deutschen Rappers Majoe. Es erschien am 16. Oktober 2015 über das Hip-Hop-Label Banger Musik.

## Titelliste
1. Breiter als zwei Türsteher – 2:21
2. Non plus Ultra – 2:25
3. Fallschirm (feat. Philippe Heithier) – 4:04
4. Utopischer Körperbau – 3:49
5. Die ich immer haben wollte – 2:55
6. Prototyp Banger 2 – 2:28
7. Mr. Majoe – 2:44
8. Mondschein – 2:32
9. Eins im Land – 3:06
10. Täglich grüßt das Murmeltier (Skit) – 0:50
11. Fresh – 2:36
12. Jungs von der Straße (feat. Jasko) – 2:39
13. Dreams – 3:10
14. Hip Hop (feat. Farid Bang & KC Rebell) – 4:26
15. Jedes deiner Worte (feat. Philippe Heithier) – 3:02
16. Cruise im Benz (feat. Summer Cem) – 3:32
17. Eine Bewegung – 3:16
18. Nichts bleibt ewig (Bonustitel) – 3:18
19. Größter Bizeps weltweit (Bonustitel) – 2:33
20. Ich wurde zurückgehalten damals (Bonustitel) – 2:18

## Rezeption

### Erfolg
Breiter als 2 Türsteher stieg auf Platz 1 der deutschen Album-Charts ein. In der zweiten Woche fiel die Veröffentlichung auf Rang 24 ab. Nach drei Wochen verließ das Album die Hitparade. In der Schweiz belegte Breiter als 2 Türsteher zudem Platz 3 der Album-Charts. Auch in den österreichischen Charts konnte sich Majoes zweites Album mit Rang 2 erfolgreich positionieren.

### Kritik
Die E-Zine Laut.de bewertete Breiter als 2 Türsteher mit zwei von möglichen fünf Punkten. Aus Sicht der Redakteurin Laura Sprenger hinterlasse das Album „noch immer den miefigen Geruch eines profitorientierten, vorwiegend leidenschaftslosen Produktes.“ Positiv hervorgehoben wird die „abwechslungsreiche und durch die Bank gut hörbare Instrumentalisierung“, die Majoe „zur Variation“ seiner Vortragsweise zwinge. Dabei klinge er jedoch etwa in den Songs Mr. Majoe und Fresh „wahlweise nach hyperventilierendem Kay One oder schnodderig-arrogantem Shindy.“ Im Stück Hip Hop liefere Majoe gemeinsam mit Farid Bang und KC Rebell „eine ironische, mehr oder weniger amüsante Sicht“ auf das Musikgenre. Phillippe Heithiers Beitrag auf Fallschirm wird als „penetrantes Gewinsel“ charakterisiert. Die Leser der Website Laut.de votierten Breiter als 2 Türsteher auf Rang 8 der schlechtesten Alben des Jahres 2015.
Christian Weins von MZEE bewertet die Platte sehr negativ. Er bezeichnet sie als „Album, das man weder kaufen noch hören sollte.“ Seiner Ansicht nach ist das Werk „in seiner Gesamtheit so vorhersehbar und müßig, dass man sich bei all der profitorientierten Lieblosigkeit über Box-Inhalte wie Trainingsplan und -DVD schon gar nicht mehr wundert.“